# Ninfa e satiro (Cabanel)
Ninfa e satiro (Nymphe et Satyr), o Ninfa rapita da un fauno (Nymphe enlevée par un faune), è un dipinto di Alexandre Cabanel, realizzato nel 1860 e attualmente in deposito al Palais des Beaux-Arts de Lille, a Lilla.

## Storia
Dipinto da Alexandre Cabanel nel 1860, il quadro venne esposto al Salone di Parigi del 1861, e fu per tanto tempo conservato in una collezione privata dalla famiglia reale francese. Infatti, nello stesso anno, il Imperatore di Francia Napoleone III, visitando il Salone, vide questa opera d'arte e subito volle acquistarla per 15.000 franchi; lo stesso sarebbe poi accaduto con molte altre opere di Cabanel, compresa la celebre Nascita di Venere.

## Descrizione
Facente parte del periodo d'arte accademica di Cabanel, il dipinto raffigura un satiro mentre tenta di rapire una ninfa in una selva (di cui si intravede solo parte di prato e un fogliame), chiaro riferimento alla mitologia greca tanto amata dall'artista. Da notare, nella ninfa, lo stesso incarnato, eleganza nelle forme e colore di capelli della Venere nella celebre Nascita di Venere, sempre di Cabanel, e i tratti tipici del satiro greco nel satiro, con zampe di capro, busto d'uomo e legato al fianco un classico flauto di Pan.
È evidente che codesto si tratti di un rapimento, vista la resistenza posta con le braccia incrociate, e quanto più allontanamento possibile da parte della ninfa, che però al tempo stesso viene sollevata dal satiro, quasi come se questi stesse cercando di farla sedere sulla sua gamba\zampa.